# تاكاكي إيشيباشي
تاكاكي إيشيباشي (باليابانية: 石橋 貴明) هو ممثل هزلي ‏ ومغني وممثل ياباني، ولد في 22 أكتوبر 1961 بكاتسوشيكا في اليابان.

## وصلات خارجية
- تاكاكي إيشيباشي على موقع IMDb (الإنجليزية)
- تاكاكي إيشيباشي على موقع ألو سيني (الفرنسية)
- تاكاكي إيشيباشي على موقع ميوزك برينز (الإنجليزية)
- تاكاكي إيشيباشي على موقع أول موفي (الإنجليزية)
- تاكاكي إيشيباشي على موقع قاعدة بيانات الأفلام السويدية (السويدية)
- تاكاكي إيشيباشي على موقع قاعدة بيانات الفيلم (الإنجليزية)
- تاكاكي إيشيباشي على موقع كينوبويسك (الروسية)